# بالكان (سلماس)
بالكان هي قرية في مقاطعة سلماس، إيران. يقدر عدد سكانها بـ 152 نسمة بحسب إحصاء 2016.